# Superliga (Kazahstan)
Superliga (Superliga Alma-TV) este cea mai importantă competiție din sistemul fotbalistic din Kazahstan. A fost fondată în anul 1992.

## Clasamentul UEFA
Coeficientul UEFA pe 2020
- 23  (27)  Ligat ha'Al
- 24  (24)  Superliga (Kazahstan)
- 25  (21)  Prima Ligă Bielorusă
- 26  (26)  Prima Ligă Azeră
- 27  (28)  A PFG
- 28  (25)  Ekstraklasa

## Echipele sezonului 2010
| Echipa    | Locație     | Stadion                         | Capacitate |
| --------- | ----------- | ------------------------------- | ---------- |
| Aktobe    | Aktobe      | Aktobe Central Stadium          | 13.500     |
| Akzhayik  | Oral        | Petr Atoyan Stadium             | 08.320     |
| Atîrau    | Atîrau      | Munayshy Stadium                | 08.660     |
| Irtîș     | Pavlodar    | Pavlodar Central Stadium        | 15.000     |
| Kairat    | Almatî      | Almatî Central Stadium          | 25.057     |
| Lokomotiv | Astana      | Astana Arena                    | 30,.000    |
| Okzhetpes | Kokșetau    | Torpedo Stadium                 | 06.000     |
| Ordabasî  | Șîmkent     | K. Munaitpasov Stadium, Șîmkent | 37.000     |
| Șahtior   | Karagandî   | Shakhtyor Stadium               | 19.000     |
| Taraz     | Taraz       | Taraz Central Stadium           | 12.525     |
| Tobol     | Kostanay    | Kostanay Central Stadium        | 08.323     |
| Jetîsu    | Taldîkorgan | Jetîsu Stadium                  | 04.000     |

## Campioane
| Sezon | Campioană | Finalistă        | Locul 3         | Golgheter                                                  | Cel mai bun jucător                  |
| ----- | --------- | ---------------- | --------------- | ---------------------------------------------------------- | ------------------------------------ |
| 1992  | FC Kairat | FC SKIF Ordabasî | FC Irtîș        | Sergei Kogai (FC Kaisar) - 21                              | Sergei Volgin (FC Kairat)            |
| 1993  | FC Irtîș  | FC Ekibastuzets  | FC Gorniak      | Aleksandr Shmarikov (FC Taraz) - 28                        | Nikolay Kurganskiy (FC Ekibastuzets) |
| 1994  | FC Semei  | FC Irtîș         | FC Ordabasî     | Oleg Litvinenko (FC Taraz) - 20                            | Kanat Musataev (FC SKIF Ordabasî)    |
| 1995  | FC Semei  | FC Taraz         | FC Șahtior      | Andrei Miroshnichenko (FC Semei) - 23                      | Andrei Miroshnichenko (FC Semei)     |
| 1996  | FC Taraz  | FC Irtîș         | FC Semei        | Viktor Antonov (FC Irtîș) - 21                             | Oleg Voskoboynikov (FC Taraz)        |
| 1997  | FC Irtîș  | FC Taraz         | FC Kairat       | Nurken Mazbaev (FC Taraz) - 16                             | Oleg Voskoboynikov (FC Taraz)        |
| 1998  | FC Semei  | FC Ekibastuzets  | FC Irtîș        | Oleg Litvinenko (FC Semei) - 14                            | Oleg Voskoboynikov (FC Kaisar)       |
| 1999  | FC Irtîș  | FC Esil Bogatîr  | FC Kairat       | Rejepmyrat Agabaýew (FC Kairat) - 24                       | Igor Avdeev (FC Esil Bogatyr)        |
| 2000  | FC Astana | FC Esil Bogatîr  | FC Irtîș        | Nilton Pereira Mendes (FC Irtîș) - 21                      | Igor Avdeev (FC Esil Bogatîr)        |
| 2001  | Astana    | Atîrau           | FC Esil Bogatîr | Arsen Tlekhugov (Astana) - 30                              | Arsen Tlekhugov (Astana)             |
| 2002  | Irtîș     | Atîrau           | Tobol           | Evgeniy Lunev (Șahtior) - 16                               | Evgeniy Lovchev (Astana)             |
| 2003  | Irtîș     | Tobol            | Astana          | Andrei Finonchenko (Șahtior) - 18                          | Nurbol Zhumaskaliyev (Tobol)         |
| 2004  | Kairat    | Irtîș            | Tobol           | Ulugbek Bakaev (Tobol) - 22 Arsen Tlekhugov (Kairat) - 22  | Samat Smakov (Kairat)                |
| 2005  | Aktobe    | Tobol            | Kairat          | Murat Tleshev (Irtîș) - 20                                 | Nurbol Zhumaskaliyev (Tobol)         |
| 2006  | Astana    | Aktobe           | Tobol           | Jafar Irismetov (Almatî) - 17                              | David Loria (Astana)                 |
| 2007  | Aktobe    | Tobol            | Șahtior         | Jafar Irismetov (Almatî) - 17                              | Samat Smakov (Aktobe)                |
| 2008  | Aktobe    | Tobol            | Irtîș           | Murat Tleshev (Irtîș) - 13                                 | Samat Smakov (Aktobe)                |
| 2009  | Aktobe    | Lokomotiv        | Șahtior         | Murat Tleshev (Aktobe) - 18 Wladimir Baýramow (Tobol) - 18 |                                      |
| 2010  | Tobol     | Aktobe           | Irtîș           | Ulugbek Bakaev (Tobol) - 16                                | Nurbol Zhumaskaliyev (Tobol)         |
| 2011  | Șahtior   | Jetîsu           | Aktobe          | Ulugbek Bakaev (Jetîsu) - 18                               |                                      |

## Golgheteri
- 1992 -  Sergey Kogai (Kaisar) 15
- 1993 -  Aleksandr Scmarikov (Taraz) 28
- 1994 -  Oleg Litvinenko (Taraz Jambul) 20
- 1995 -  Andrej Miroshnichenko (Yelimay Semipalatinsk) 23
- 1996 -  Viktor Antonov (Irtîș) 21
- 1997 -  Nurken Mazbayev (Taraz) 16
- 1998 -  Oleg Litvinenko (Yelimay Semipalatinsk) 23
- 1999 -  Agabayev (SOPFK Kairat Almatî) 24
- 2000 -  Nilton Pereira Mendez (Irtîș) 21
- 2001 -  Arsen Tlekhugov (Zhenis Astana) 30
- 2002 -  Yevgeniy Lunyov (Șahtior) 16
- 2003 -  Andrei Finonchenko (Șahtior) 18
- 2004 -  Ulugbek Bakayev (Tobol),  Arsen Tlehugov (Kairat Lamaty) 22
- 2005 -  Murat Tleshev (Irtîș) 20
- 2006 -  Jafar Irismetov (Almatî) 17
- 2007 -  Jafar Irismetov (Almatî) 17
- 2007 -  Murat Tleshev (Irtîș) 13